# Диплодокоидеи
Диплодокоидеи, или диплодокоиды (лат. Diplodocoidea), — надсемейство завроподных динозавров, в том числе некоторые из самых больших животных живших на земле (суперзавр, диплодок, апатозавр и амфицелий). Таксон был предложен в 1995 году П. Апчёрчем. Большинство из них обладали очень длинными шеями и длинными хвостами, однако единственное семейство (Dicraeosauridae) являются единственным известными зауроподами, у которых повторно развилась короткая шея, предположительно из-за адаптации при поедании листьев растений низко к земле.

## Таксономия
Инфраотряд Sauropoda
- Надсемейство Diplodocoidea
  - Haplocanthosaurus
  - Семейство Rebbachisauridae
  - Flagellicaudata
    - Семейство Dicraeosauridae
    - Семейство Diplodocidae
      - Подсемейство Apatosaurinae
      - Подсемейство Diplodocinae